# Nina van Koppen
 (janvier 2019).
Si vous disposez d'ouvrages ou d'articles de référence ou si vous connaissez des sites web de qualité traitant du thème abordé ici, merci de compléter l'article en donnant les références utiles à sa vérifiabilité et en les liant à la section « Notes et références ».
Nina van Koppen, née le 28 juillet 1989 aux Pays-Bas,, est une actrice néerlandaise.

## Filmographie

### Cinéma et téléfilms
- 2008 : Flikken Maastricht : Hanna
- 2009 : Zeg 'ns Aaa (nl) : Miranda
- 2013 : Malaika (nl) : Zoë Keijzer
- 2014 : Suspicious Minds : Laura
- 2014 : Flikken Maastricht : Mireille Dinter
- 2014 : Rechercheur Ria (nl) : Sascha
- 2017 : Centraal Medisch Centrum (nl) : L'infirmière